# Andrea Doria
Andrea Doria (Oneglia, 30 novembre 1466 – Genova, 25 novembre 1560) è stato un ammiraglio, politico e nobile italiano della Repubblica di Genova.
È considerato da molti come uno dei migliori ammiragli dell'Italia e dell'Europa medievale.

## Biografia

### Giovinezza
Andrea Doria nacque ad Oneglia nel 1466 da Ceva II Doria, consignore di Oneglia, esponente dell'antica famiglia genovese dei Doria di Oneglia, e Caracosa Doria dei Doria di Dolceacqua. Suo padre si trovò a un certo punto costretto a vendere i suoi titoli feudali, ed entrambi i genitori morirono relativamente giovani lasciando Andrea orfano a diciassette anni. A quei tempi, un giovane nobile che voleva migliorare la sua condizione poteva intraprendere due strade: il mestiere delle armi o la carriera ecclesiastica. Andrea scelse di diventare un soldato. Era fratello di Bartolomea (moglie di Giovanni Ambrogio Fieschi); Davide, consignore di Oneglia; Raffaele, consignore di Oneglia, e Violante (moglie di Lazzaro Doria di Imperiale). Andrea sposò (1527) Peretta Usodimare di Gherardo e Teodorina Cybo (figlia di Innocenzo VIII).

### Carriera militare
Si recò quindi nel 1485 a Roma, città in cui il cugino Nicolò Doria, suo lontano parente e congiunto a sua volta di papa Innocenzo VIII (il genovese Giovanni Battista Cybo), comandava la guardia del papa. Grazie alla parentela ottenne un posto da ufficiale, svolgendo il suo servizio fino alla morte di Innocenzo, avvenuta nel 1492.
Iniziò quindi una vera e propria carriera da soldato di ventura, a servizio dei Montefeltro, degli Aragonesi e di Giovanni della Rovere, signore di Senigallia, nipote di Sisto IV e fratello del futuro papa Giulio II.

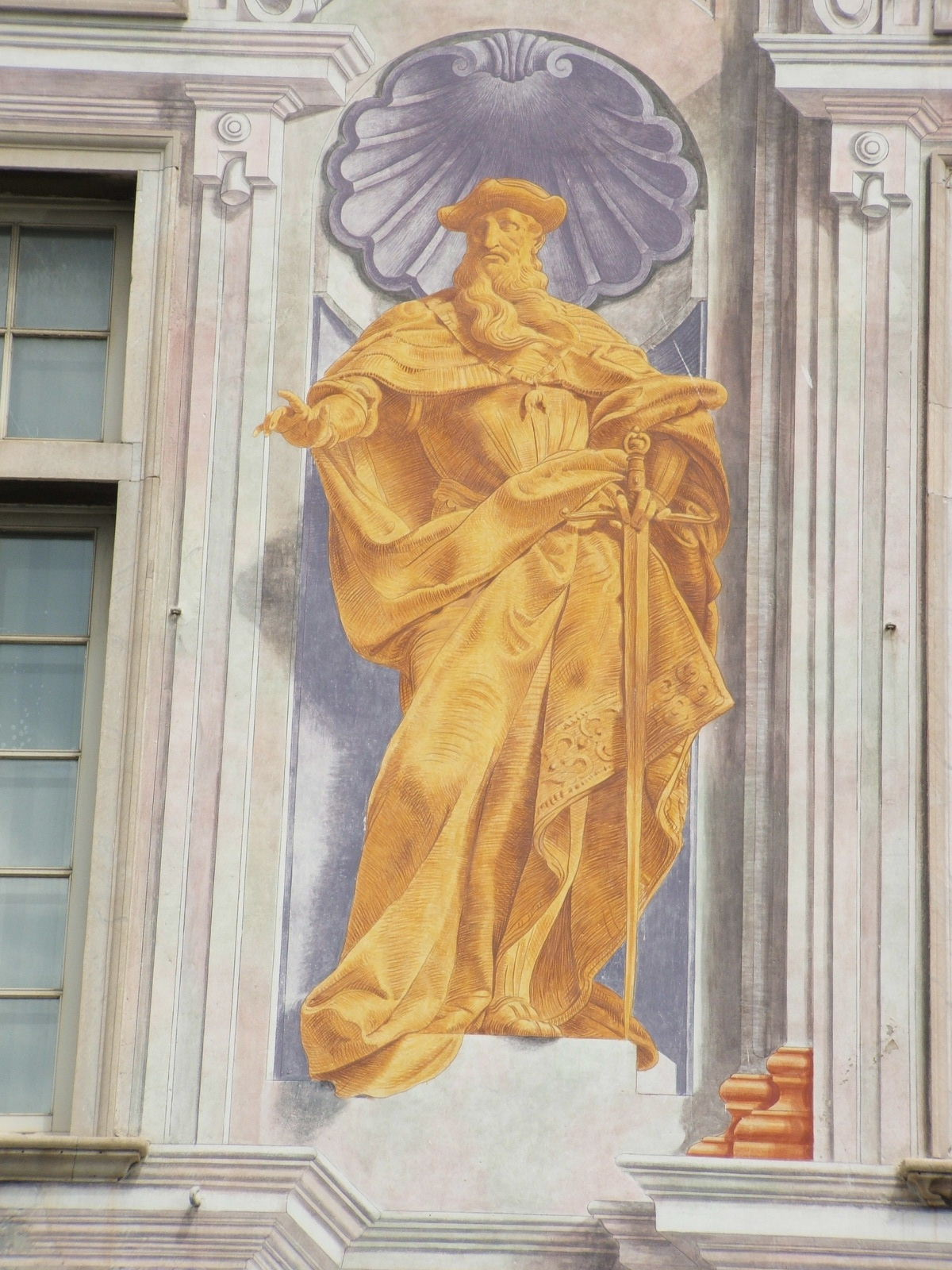
Andrea Doria raffigurato sul prospetto principale del Palazzo San Giorgio

Nel 1503 ottenne il comando delle truppe genovesi che stavano sedando una rivolta in Corsica. Dopo una lunga campagna, riuscì a sconfiggere i rivoltosi ed a catturarne il capo, Ranuccio della Rocca.

### Presa della Briglia

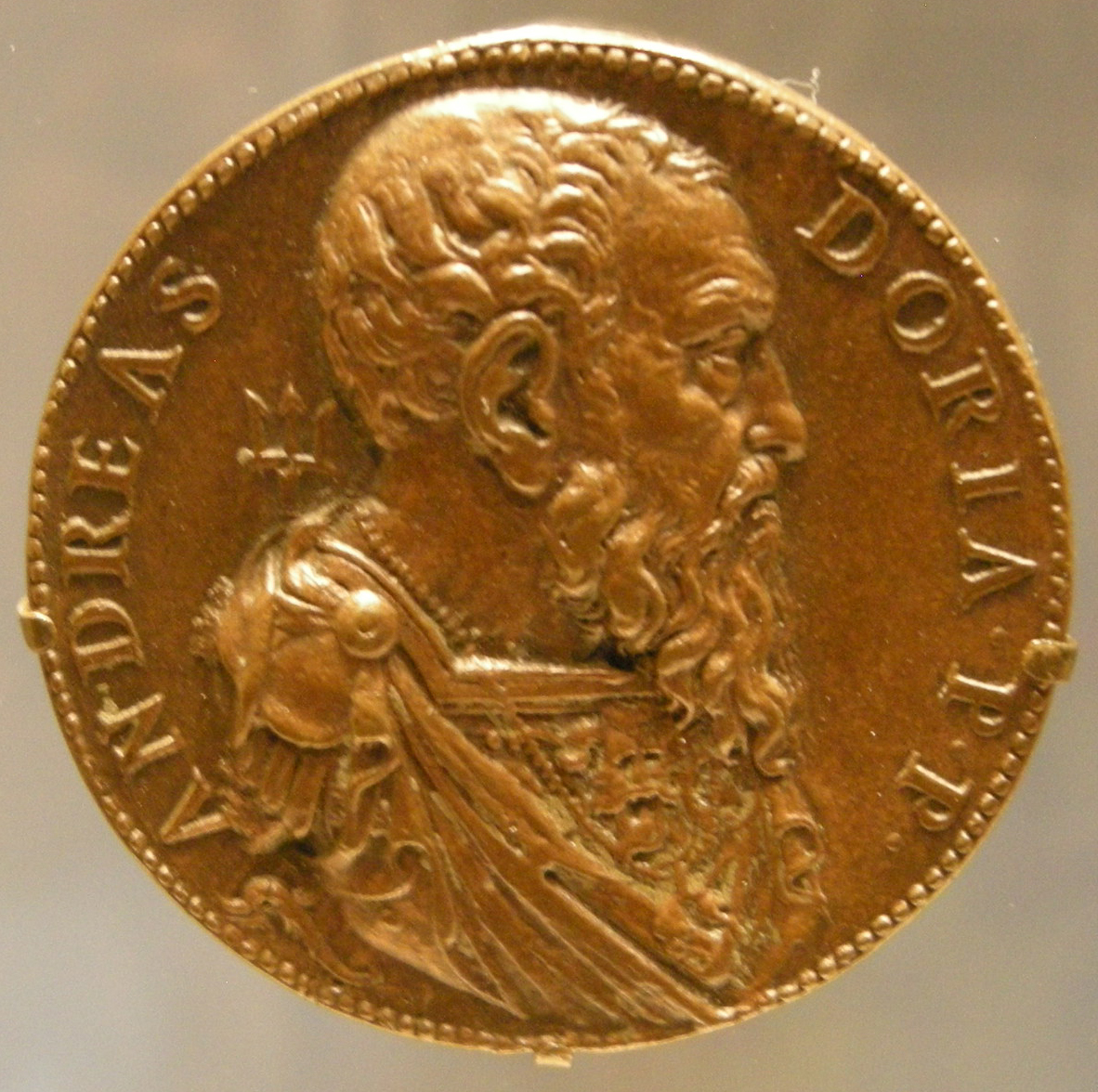
Leone Leoni, medaglia di Andrea Doria, 1541

A consacrare definitivamente anche a Genova l'immagine del condottiero ormai quasi cinquantenne fu l'episodio della fortezza Briglia (1514). All'epoca, Genova era sotto il controllo dei francesi, i quali mantenevano in città due guarnigioni, a Castelletto e alla Briglia, una fortezza fatta costruire dal re Luigi XII di Francia. Ubicata sullo stesso colle dove sorgeva la torre del faro, la Briglia dominava il porto, tenendolo sotto il tiro dei suoi cannoni.
Dopo la battaglia di Ravenna (1512), a Genova si affermò il partito antifrancese guidato da Giano Fregoso. I francesi inviarono alla Briglia, che bloccava il traffico portuale, un vascello da guerra per rifornirla di vettovaglie. Doria, nominato comandante del porto e della flotta, guidò personalmente un'azione che si concluse con la presa del vascello.
I francesi rientrarono a Genova, ripristinando il controllo sulla Briglia, mentre Doria e la flotta ripararono a La Spezia. Le fortune francesi declinarono nuovamente poco dopo, con la sconfitta di Novara (1513) ad opera degli svizzeri, alleati del Papa. Andrea Doria ritornò così a Genova, aiutando Ottaviano Fregoso ad insediarsi come nuovo Doge e distruggendo definitivamente la Briglia nel 1514.

### Sul mare
Si è dunque visto che Andrea Doria diventò marinaio piuttosto tardi, oltre i quarant'anni. Si adattò benissimo: riconfermato a capo della flotta, iniziò nel 1513 con due galee di sua proprietà a pattugliare il mar Ligure ed il Tirreno, contro i corsari barbareschi che costituivano una seria minaccia per la navigazione e le coste. Colse il successo più clamoroso all'isola di Pianosa, dove, assieme al cugino Filippino Doria, distrusse la flotta del corsaro Godoli; nel 1519 catturò il corsaro Gad Alì.
Intanto la situazione italiana era nuovamente mutata. A Marignano (oggi Melegnano) i francesi del nuovo re Francesco I sconfissero gli svizzeri (1515). Ottaviano Fregoso accettò allora di consegnare Genova a Francesco, che lo nominò governatore della città. Il mutamento istituzionale lasciò Andrea Doria al comando della flotta, a combattere contro i corsari.

### Guerre contro l'Impero

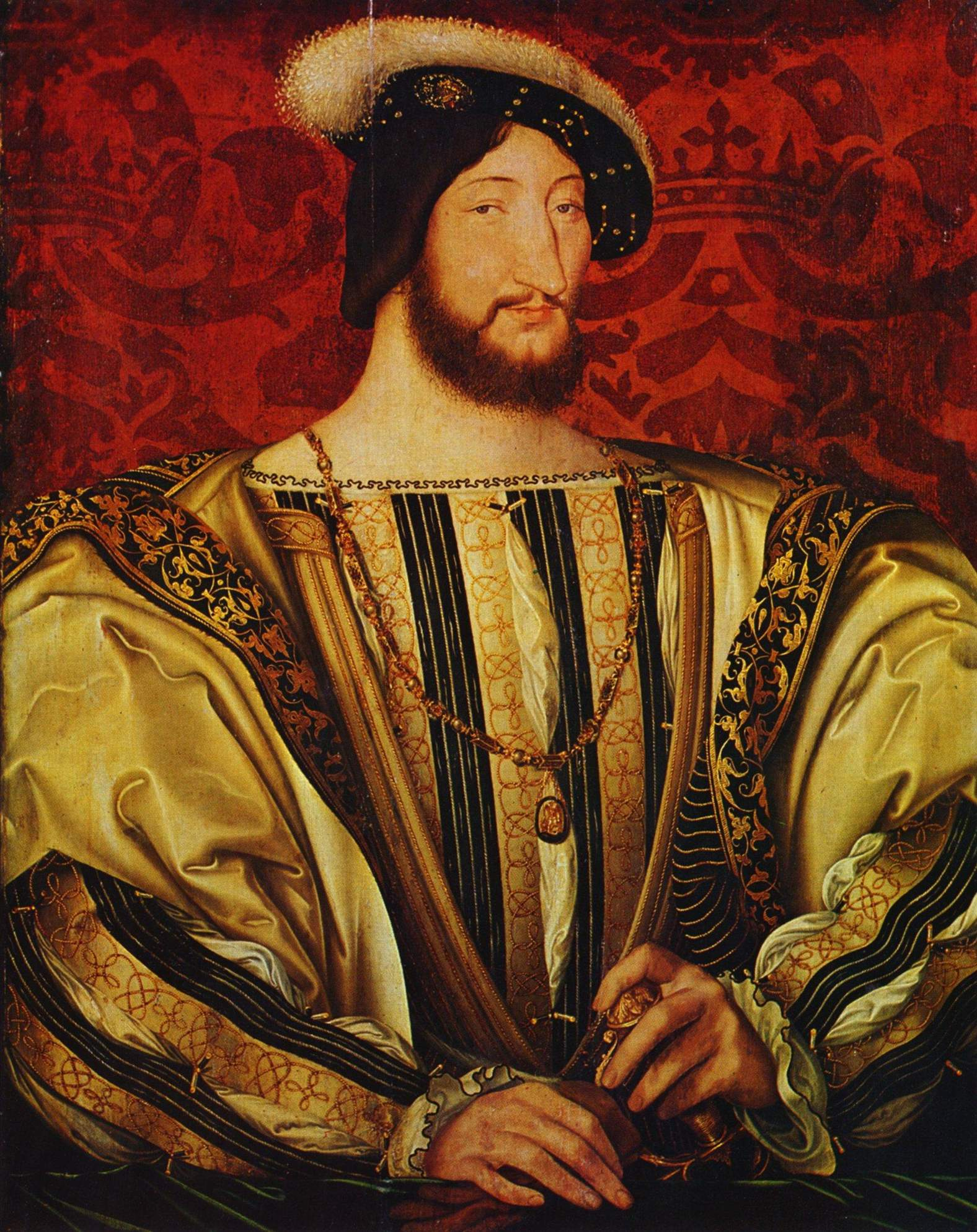
Francesco I ritratto da Jean Clouet 1525 circa

Francesco I non doveva essere l'unico protagonista di quell'inizio secolo. Il secondo fu Carlo V. Era questi il figlio di Filippo I d'Asburgo, duca di Borgogna e signore dei Paesi Bassi, e Giovanna di Castiglia, detta la Pazza, figlia dei Re cattolici e regina di Castiglia.
Carlo, nato nel 1500, alla morte del padre (1506) ereditò i domini borgognoni dei Paesi Bassi e della Franca Contea (il ducato di Borgogna vero e proprio era ormai saldamente rientrato in possesso della corona francese). Alla morte del nonno materno, Ferdinando II di Aragona (1516), ereditò i regni d'Aragona, Sardegna, Napoli e Sicilia, e anche, in rappresentanza della madre - che, come indica l'infelice nome con cui è passata alla Storia, era stata dichiarata malata mentale sia dal padre Ferdinando II di Aragona sia dal figlio Carlo - divenne governatore della Castiglia.
Alla morte del nonno paterno, l'imperatore Massimiliano I (1519), Carlo ereditò i suoi domini austriaci e, grazie all'appoggio finanziario dei Fugger, riuscì a farsi eleggere Imperatore, battendo gli altri candidati, tra cui Francesco I.
A diciannove anni, dunque, Carlo era diventato il sovrano più importante d'Europa; tuttavia, il complesso territoriale che governava era sparso su tutto il continente, unito solo dalla sua persona, essendo privo di cultura, tradizioni e storia comuni, e con il Regno di Francia proprio nel mezzo: cominciò così la contesa tra Carlo e Francesco per il predominio sul continente.
Nel 1522, alla Bicocca, gli imperiali sconfissero i francesi e, di conseguenza, di lì a poco le truppe imperiali e spagnole di Prospero Colonna conquistarono Genova e la misero a sacco.

### Al servizio di Francesco I
Doria e la sua flotta riuscirono, ancora una volta, a prendere il mare prima che arrivassero i nemici. Trovato rifugio nella roccaforte dei Grimaldi a Monaco, l'ammiraglio iniziò a compiere una serie di colpi di mano contro le coste occupate dagli spagnoli, passando da un successo all'altro e riuscendo pure ad evitare che Marsiglia, accerchiata dagli imperiali, si arrendesse.
Le vittorie di Doria furono inutili. Nel 1525 Francesco I perse la cruciale battaglia di Pavia, fu catturato e trasportato a Madrid.

### Al comando della flotta pontificia

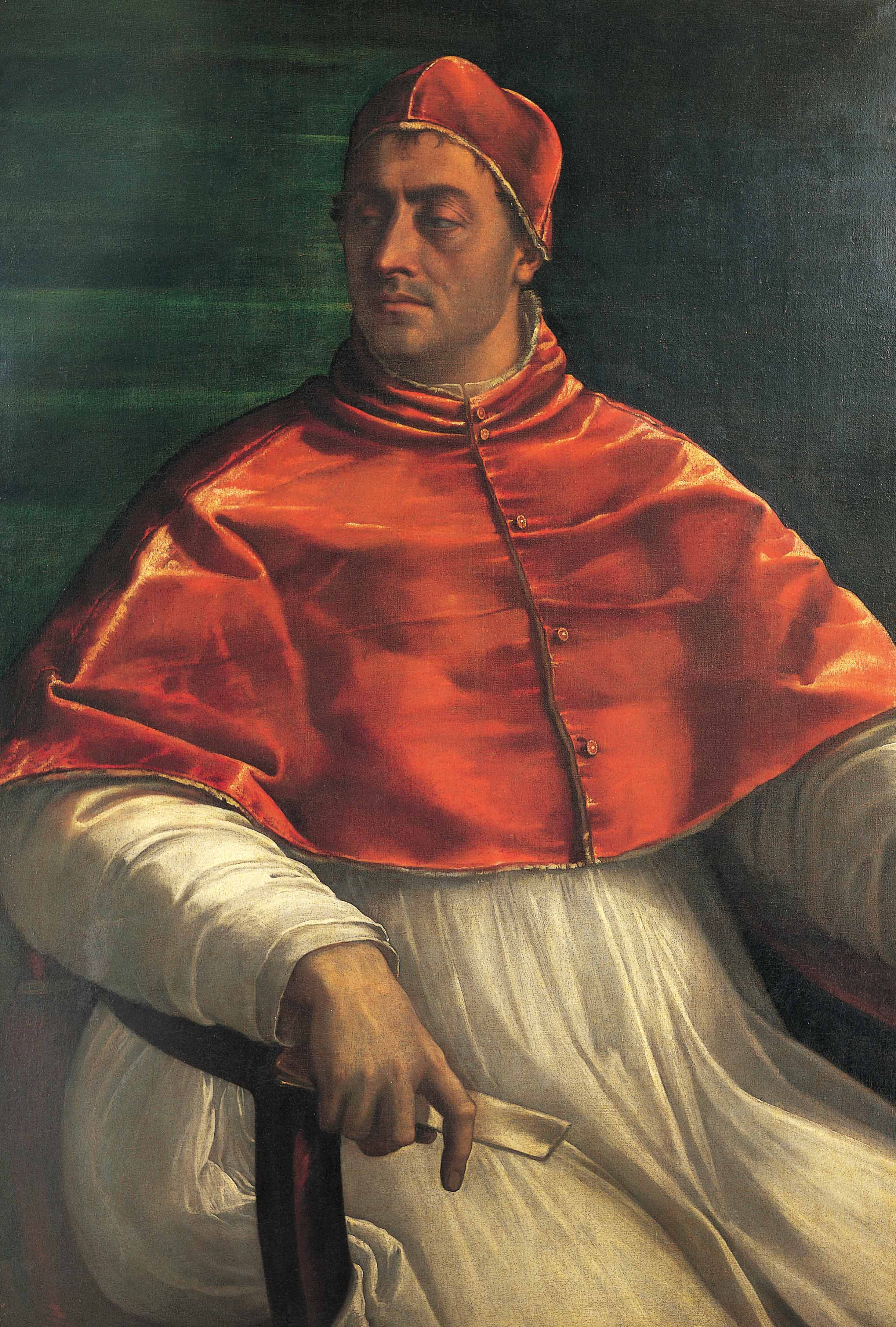
Papa Clemente VII

Doria, in disaccordo con il ministro Montmorency, che governava la Francia in assenza del re prigioniero, decise di cambiare committente. Stipulò così un contratto con il nuovo papa Clemente VII, per comandare le navi pontificie.
Doria aveva trasferito sul mare il principio delle compagnie di ventura e si era creato una flotta, che metteva a disposizione del miglior offerente. Clemente VII progettava di cacciare spagnoli ed imperiali dall'Italia. La Lega di Cognac, da lui appositamente promossa assieme agli altri stati italiani ed a Francesco I, appena tornato dalla cattività, disponeva di due tra i migliori condottieri del tempo, Doria e Giovanni delle Bande Nere, ma finì in tragedia. Giovanni delle Bande Nere morì a causa delle ferite riportate in battaglia e i Lanzichenecchi, comandati da Georg von Frundsberg e da Carlo di Borbone, piombarono sulla Città Eterna.
Frundsberg era caduto malato ed era stato costretto a rientrare in Germania (dove sarebbe morto il 20 agosto 1528) e Carlo di Borbone era stato ucciso nel corso dei combattimenti. Le truppe imperiali, prive di comandanti ed in arretrato con le paghe, conquistata la città il 6 maggio 1527, la misero al sacco. La soldataglia imperiale, a cui si erano aggiunti i partigiani dalla famiglia Colonna, lasciò Roma solo nel febbraio 1528, dopo aver compiuto innumerevoli violenze.
L'invasione dei Lanzichenecchi ed il conseguente scempio posero termine alle ambizioni del papa, che era riuscito, all'ultimo momento, a rifugiarsi in Castel Sant'Angelo. La Lega di Cognac era stata caratterizzata dalle continue indecisioni del papa e dai dissapori fra gli alleati. Secondo i piani, la flotta della Lega, comandata da Doria, avrebbe dovuto conquistare Genova, ma il proposito svanì, nonostante l'occupazione di Portofino, Savona e La Spezia e malgrado la vittoria riportata contro una ben più consistente flotta spagnola nelle acque della Corsica. La tragedia di Roma colse le navi dell'ammiraglio genovese ancorate ad Ostia e tutti i suoi tentativi per portare soccorso alla città fallirono.
I successi navali di Andrea Doria erano stati, dunque, nuovamente frustrati dalle vittorie terrestri degli eserciti nemici.

### Ritorno a Genova ed alleanza con Francesco I

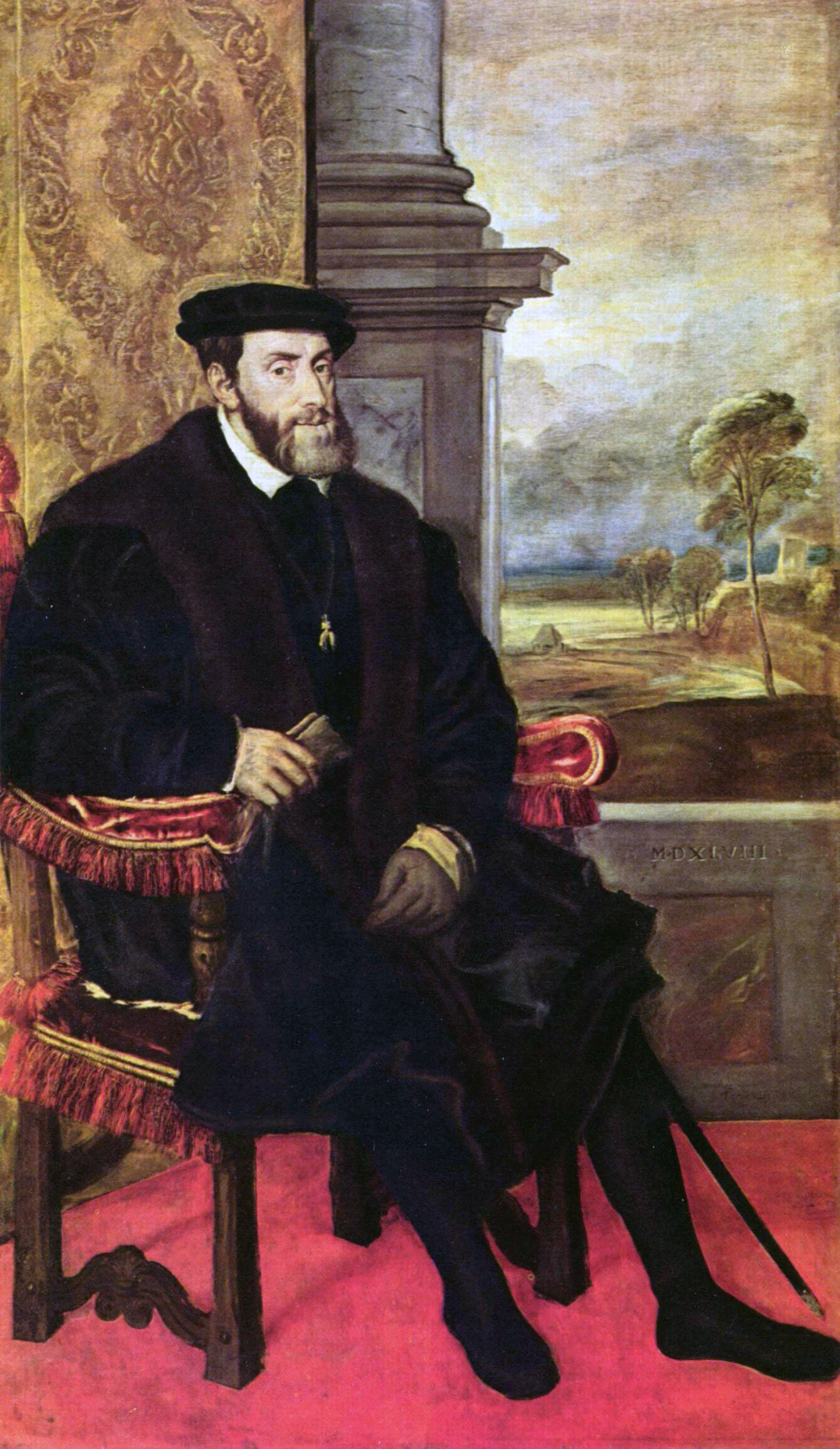
Carlo V ritratto da Tiziano, 1548.

Alla scadenza del contratto con Clemente VII, Doria ritornò al servizio di Francesco I. Comandante della flotta francese nel Mediterraneo ed appoggiato dalle truppe di Francesco, capitanate da Odet de foix, riuscì finalmente a liberare Genova da imperiali e spagnoli nell'agosto 1527.

### Crisi dell'alleanza con Francesco I
Francesco I progettò allora di cacciare gli spagnoli da Napoli, armando una grossa flotta al cui comando non pose Andrea, bensì un nobile francese, Antonio de La Rochefoucauld, di cui aveva piena fiducia. Ciò potrebbe essere il sintomo che i rapporti tra l'ammiraglio genovese ed il re di Francia avevano cominciato a deteriorarsi.
Dopo la liberazione di Genova, i problemi erano all'ordine del giorno. Innanzitutto, il re rifiutava di restituire Savona, punto su cui i genovesi non intendevano transigere.
L'alleanza con la Francia, in realtà, era ingombrante per Genova. Essa, legandosi ad un alleato tanto potente e, per giunta, così vicino, rischiava di trasformarsi in un protettorato. Carlo V, al contrario, offriva diverse garanzie. Prima di tutto, i centri del suo potere erano sufficientemente distanti dalla Liguria. Si sarebbe così accontentato, differentemente da Francesco I, di una semplice alleanza con Genova, senza pretendere di controllare militarmente parti del suo territorio ed interferire nella sua politica interna.
Carlo, tra l'altro, per tenere insieme e sviluppare il proprio impero, esteso sia in Europa che nelle Americhe, doveva ricorrere a due fattori, di cui i genovesi avevano grande disponibilità: i capitali e le navi. Francesco I era a capo di un regno più piccolo, ma solo continentale e ben più coeso: a lui i capitali e le navi interessavano, eccome, ma, avendone meno bisogno, era disposto a pagare per essi un prezzo politico inferiore.
Alla spedizione contro Napoli, Andrea non prese parte, adducendo la propria età ormai avanzata. Inviò invece il cugino Filippino Doria che, il 20 maggio 1528 sconfisse la flotta spagnola. I tempi per il rivolgimento delle alleanze erano, in ogni caso, maturi.

### Alleanza con Carlo V
Palazzi dei Doria, in piazza San Matteo a Genova: palazzo di Lamba Doria a destra e il palazzo donato dalla Repubblica ad Andrea Doria nel 1486 (nell'angolo, con il cornicione merlato). La famiglia del Principe, oltre alla villa personale di Fassolo - vedi palazzo del Principe di Genova - possedeva numerose case nel cuore della città, tali da costituire un intero quartiere nel quale potevano alloggiare i suoi più stretti parenti e collaboratori ma soprattutto i fedelissimi addetti alla sua sicurezza. Nell'immagine: un gruppo di case di piazza San Matteo, cuore dell'enclave dei Doria nel centro della città.
Il 4 luglio seguente, Andrea ordinò alle navi comandate dal cugino di abbandonare la spedizione napoletana.
Durante l'estate l'accordo con Carlo V venne perfezionato. In cambio dell'alleanza, l'imperatore concesse a Genova la restaurazione della Repubblica, indipendente ed integra nel suo territorio. I genovesi avrebbero goduto gli stessi privilegi dei sudditi spagnoli ed avrebbero avuto rifornimenti di grano siciliano. Dal canto suo, Doria avrebbe messo a disposizione di Carlo dodici galere, comandate da lui, al prezzo annuo di sessantamila scudi.
Doria, per evitare reazioni da parte della guarnigione francese nel forte di Castelletto, lasciò la città con le sue navi, andando a raggiungere la flotta di Filippino nel sicuro porto della Spezia.
Pochi giorni dopo, il 9 settembre, si ripresentò con tredici galee davanti al porto genovese, bloccandolo tra il Molo vecchio e la Lanterna e sbarcò un contingente di uomini armati. La guarnigione francese non intervenne e seguì passivamente gli eventi. Gli armati di Doria, assieme agli alleati che li stavano attendendo, presero facilmente il controllo di Genova. Il 28 ottobre successivo la guarnigione francese in città completò il suo ritiro.
Il 12 settembre 1528 Andrea scese a terra e, stupendo non poche persone, rifiutò la Signoria della città che gli veniva offerta. A lui non interessavano i fasti del potere — diceva — bensì solo l'indipendenza, la concordia e la prosperità cittadine. Dietro quest'apparente sminuimento si celava probabilmente una grande accortezza, unita ad una notevole conoscenza della politica genovese. Le principali famiglie avrebbero potuto allearsi contro un Signore, causando non pochi problemi. Doria preferiva stare in disparte, abbastanza lontano dalla politica quotidiana per non farsene assorbire e condizionare. Il tutto, naturalmente, seguitando a tenere in mano i fili del potere. Venne quindi delegata a "XII riformatori" la stesura di una nuova costituzione.
Nel frattempo, le truppe di Andrea e di Sinibaldo Fieschi, iniziarono a prendere il controllo del territorio genovese, a partire dalle città più gelose della propria autonomia. La prima fu, ovviamente, Savona, che fu conquistata il 21 ottobre 1528. I genovesi decisero di porre fine, una volta per tutte, ai tentativi autonomistici della città. Ne distrussero le mura, affondarono con le pietre rimosse le navi nel porto e lo resero inservibile, liberandosi così anche di un temuto concorrente nei traffici commerciali.

### Repubblica aristocratica

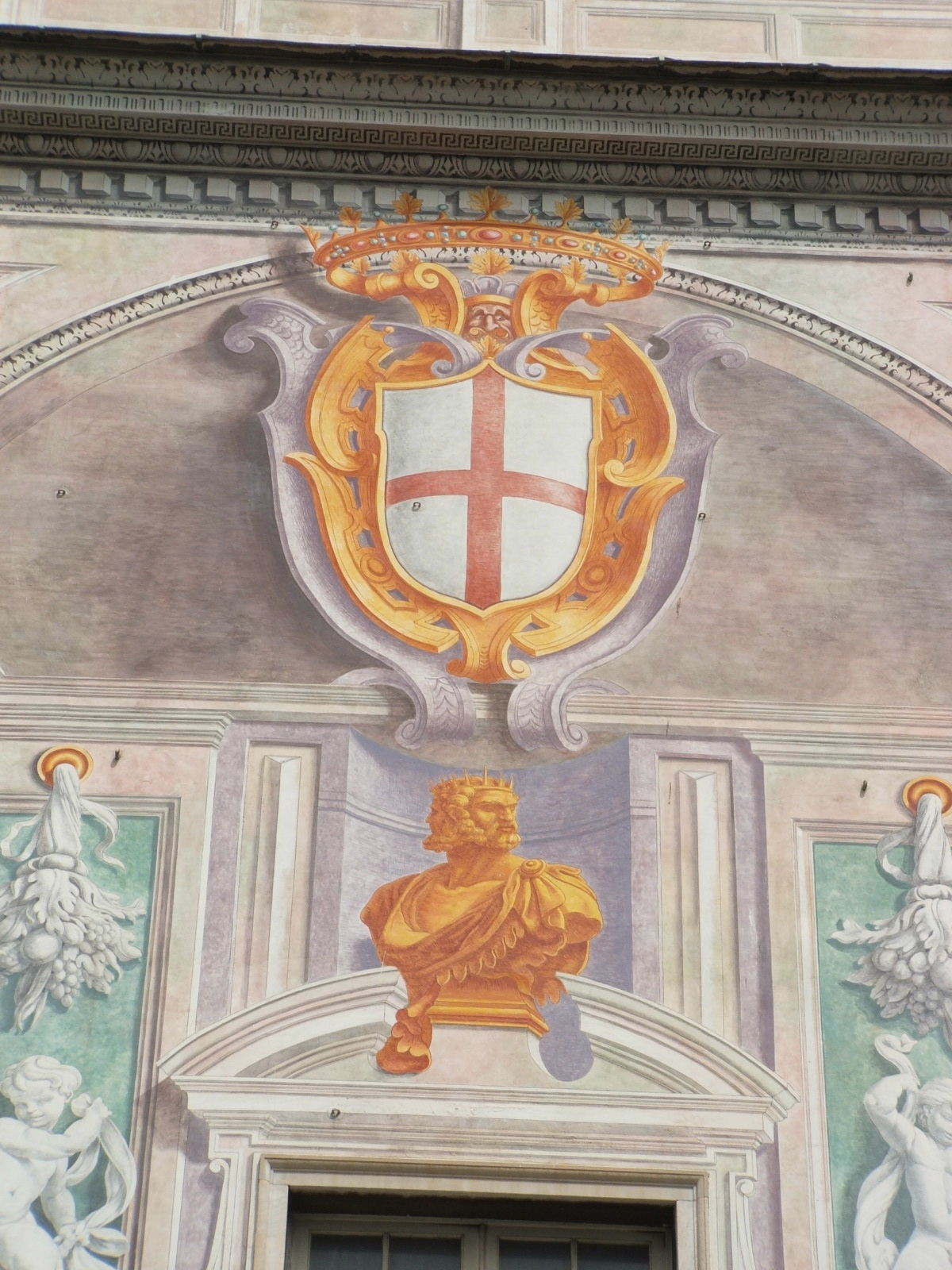
La Croce di San Giorgio e Giano bifronte, simboli di Genova

Poco più di un mese dopo, la nuova costituzione era pronta. Con essa la città assunse i caratteri di una repubblica aristocratica, cambiando anche il nome ufficiale. Non più Comune, ma Repubblica di Genova. Per fare parte del governo, divenne necessario essere iscritti a un Albergo dei nobili. Gli Alberghi erano da secoli un'istituzione basilare nella vita cittadina. Riunivano i componenti di una famiglia con i propri dipendenti, che assumevano spesso anche il cognome dei principali.
Queste istituzioni, fino ad allora esclusivamente private, ricevettero dalla costituzione del 1528 una rilevanza pubblicistica. Il loro numero fu ridotto a ventotto e, per esservi ammessi, era necessario possedere "sei case aperte" in Genova. Il significato della locuzione non era molto chiaro, ma i componenti degli alberghi vennero tutti ammessi al rango nobiliare.
Alcune famiglie importanti, come i Fieschi, gli Adorno o i Fregoso, non ottennero un Albergo e i loro componenti furono distribuiti tra gli Alberghi esistenti.
Il Doge veniva nominato per due anni ed era assistito da dodici senatori e otto procuratori. Insieme, Doge e consiglieri (rinnovabili per un quarto ogni semestre) formavano la Signoria.
Esistevano poi un Consiglio Maggiore e uno Minore, con varie competenze legislative e amministrative.
Il centro dello Stato era tuttavia costituito dai cinque sindacatori, che controllavano l'operato delle altre cariche e decidevano in merito ai conflitti tra di loro. Andrea Doria venne nominato Priore perpetuo di questo collegio, defilato ma determinante e venne inoltre esentato a vita dal pagamento di imposte e tasse, assieme ai cugini Filippino, Tommaso e Pagano.

### Palazzo del Principe
Cominciò così l'epoca in cui Andrea, pur privo di cariche ufficiali oltre al priorato dei Sindacatori, restò costantemente al centro della politica genovese. Nel 1531, oltre al ricevimento del Toson d'oro, fu nominato dall'imperatore Carlo V principe di Melfi, feudo che tolse ai Caracciolo: alla sua morte subentrò Marcantonio Del Carretto (figlio di primo letto della moglie, e da lui adottato), i cui discendenti lo manterranno fino all'eversione della feudalità.
Il principe ebbe anche una reggia e una prestigiosa corte che gestì insieme alla consorte, che sposò nel 1527, Peretta Usodimare, figlia di Gherardo e Teodorina Cybo, a sua volta figlia di Innocenzo VIII. I Doria, inoltre, avevano sempre fatto riferimento alla chiesa di San Matteo, che era stata la loro cappella gentilizia e luogo di sepoltura fin dalla costruzione, iniziata nel 1125. Intorno a San Matteo i Doria avevano eretto le loro dimore e stabilito la propria base di potere in città. Il 12 settembre 1528, proprio dalle scalinate della chiesa Andrea Doria aveva tenuto il discorso al popolo dopo la sua presa di potere e sempre in piazza San Matteo la cittadinanza gli aveva donato un palazzo che lui non volle mai abitare.
Nel 1521 Andrea aveva comprato l'area di Fassolo, vicino a Porta San Tommaso. Fu lì che edificò la sua dimora, che ancora oggi è detta palazzo del Principe.

### Mura di Genova
In vista del passaggio alla parte asburgica, per la possibilità di nuovi attacchi da parte della Francia, Andrea Doria patrocinò la costruzione di una nuova cinta muraria, che fu realizzata nel terzo decennio del XVI secolo, su progettazione dell'ingegnere militare Giovanni Maria Olgiati. Questa nuova cinta muraria in realtà ricalcava il percorso delle precedenti mura del XIV secolo, ma sostituiva le vecchie torri a pianta quadrata e le cortine con le nuove cortine dal profilo a scarpa e i bastioni triangolari.

### Di nuovo sul mare

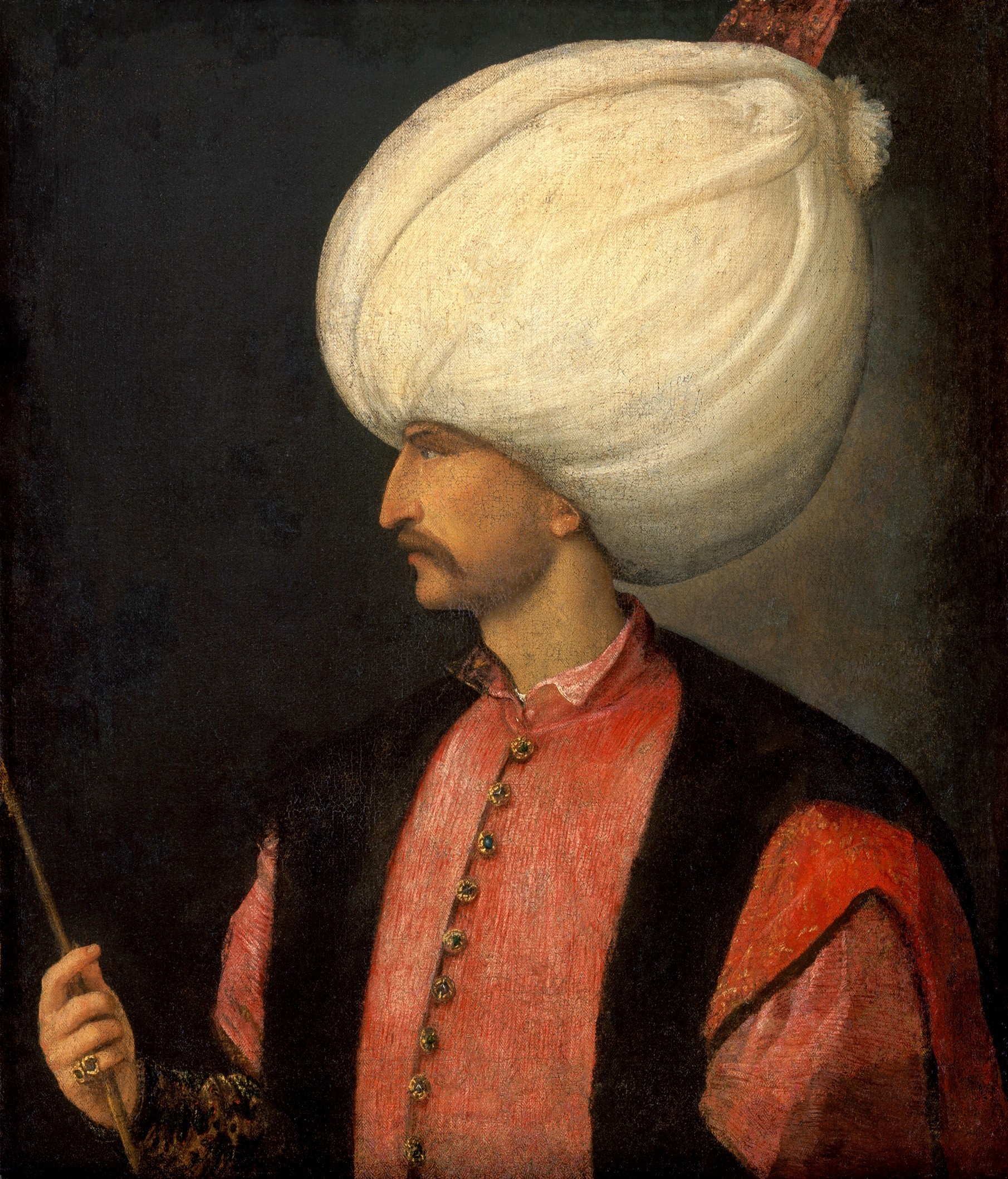
Solimano il Magnifico

La guerra contro i turchi, nel frattempo, continuava. In assenza di grandi battaglie le flotte ottomane e cristiane compivano continue incursioni contro le coste nemiche, saccheggiando i vari centri marittimi. Al servizio di Carlo V, Doria condusse diverse spedizioni. Nel 1532 la flotta ispano genovese da lui condotta mise a ferro e fuoco le coste del mar Egeo, arrivando fino ai Dardanelli. In seguito spostò il fulcro delle operazioni sul Canale di Corinto, conquistando Corone e Patrasso.
Nel frattempo nel campo ottomano era sorta una nuova stella, Khayr al-Dīn, detto Barbarossa. Alla guida di una flotta importante, che gli era stata messa a disposizione da Solimano il Magnifico, divenne signore di Algeri e Tunisi, insidiando le coste cristiane del Mediterraneo occidentale. Nel 1535 Carlo V condusse una grossa operazione contro Tunisi, al fine di liberarsi una volta per tutte del Barbarossa. Con la fattiva partecipazione di Doria e della sua flotta, la città venne conquistata, ma il pirata evitò la cattura e l'anno dopo aveva già recuperato le forze sufficienti per devastare le Baleari.
L'Impero manteneva un continuo stato di guerra con gli ottomani, ma anche i suoi rapporti con le altre potenze cristiane, prima fra tutte la Francia, non potevano certo definirsi idilliaci. Nel 1535 morì Francesco II Sforza e Francesco I avanzò le sue pretese su Milano, facendo riaccendere il conflitto con Carlo che aveva incorporato i territori sforzeschi (che già controllava di fatto). La guerra andò avanti a fasi alterne, con una certa predominanza marittima della flotta imperiale (guidata, naturalmente, dall'ammiraglio genovese) e successi terrestri francesi. Alla fine però il predominio di Carlo sull'Italia venne rafforzato, grazie anche all'alleanza con il principe genovese che riuscì a portare nell'orbita imperiale i Medici di Firenze favorendo l'ascesa al potere di Cosimo I.
Il 28 settembre 1538 una flotta cristiana, organizzata dalla Lega Santa, alleanza fra regno di Spagna, la Repubblica di Genova, la Repubblica di Venezia ed i Cavalieri di Malta, voluta da papa Paolo III ed istituita nel febbraio di quell'anno per contrastare l'invadenza navale ottomana nel Mediterraneo, era finalmente riuscita a bloccare il Barbarossa nel canale di Corinto presso Prevesa. La battaglia di Prevesa avrebbe probabilmente avuto un esito diverso, risolvendo definitivamente i problemi portati da Khayr al-Dīn Barbarossa, se Doria, ritiratosi dal combattimento, non avesse lasciato campo libero al corsaro ottomano. Lo sganciamento operato dall'Ammiraglio era giustificato dalle difficoltà di manovra, per la mancanza di vento, dei velieri cristiani e in particolare della poderosa nave ammiraglia Galeone di Venezia, contrapposti all'agile e veloce naviglio avversario.
Le azioni del Doria a Prevesa furono oggetto di aspre critiche sia da parte dei veneziani che del papa che lo accusarono di aver compromesso una vittoria decisiva e d'essere un vigliacco. In realtà, più che con la viltà il comportamento dell'ammiraglio genovese è riconducibile allo scarso interesse che il mediterraneo orientale rivestiva per Genova e la Spagna (maggiormente protese verso l'atlantico) e dalla loro indisponibilità ad arrischiare i propri legni per favorire prevalentemente l'invisa Venezia.

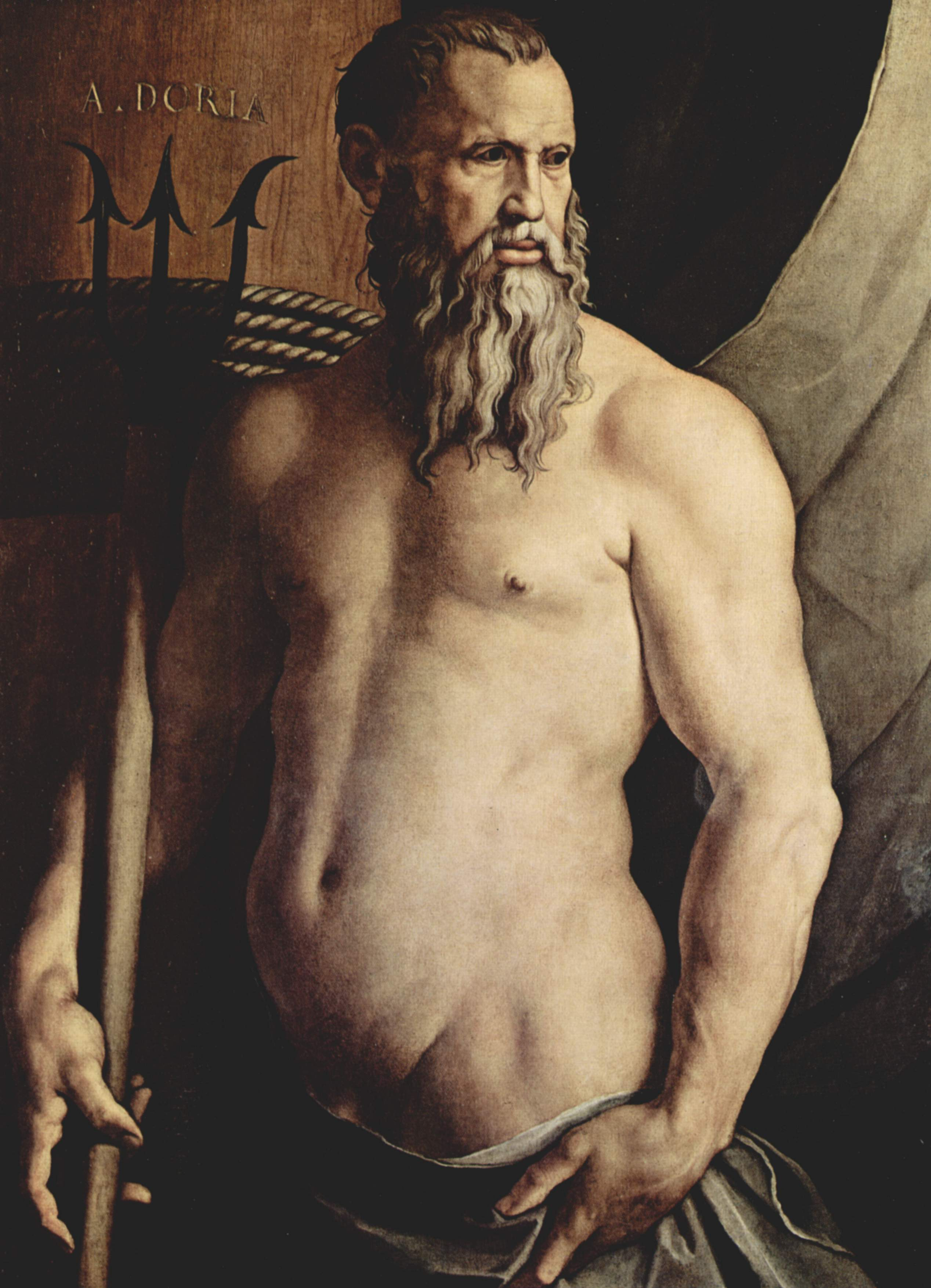
Bronzino
Ritratto di Andrea Doria nelle vesti di Nettuno

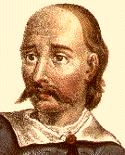
Ritratto popolare del corsaro Dragut; incatenato per quattro anni ai remi della nave ammiraglia di Andrea Doria fu poi liberato dietro riscatto.

Andrea Doria diresse ancora nel 1540 operazioni navali destinate a frenare le continue scorrerie dei corsari ottomani; nel corso di questa campagna, nella primavera dello stesso anno, il suo erede Giannettino catturava Dragut, luogotenente del Barbarossa. Questi fu consegnato all'ammiraglio che lo fece incatenare come galeotto ai remi della sua nave ammiraglia per quattro anni; dopo questo lasso di tempo, ritenutolo ormai innocuo, lo fece vendere come schiavo. La sua carriera di corsaro sembrava infatti finita, ma sarebbe stato liberato poco dopo dietro un ricco riscatto pagato dal Barbarossa, probabilmente in aggiunta alla concessione ai Lomellini, famiglia genovese legata a Doria, dell'isola di Tabarka per la pesca del corallo. Si ipotizza che Andrea Doria nutrisse un certo rispetto e forse anche dell'affetto nei confronti di Dragut tanto da dare al proprio gatto il nome del corsaro.
Ben diverso era il discorso nel Mediterraneo occidentale, dove i pirati ottomani minacciavano costantemente le coste e le isole spagnole.
Nel 1541 Carlo V decise così di conquistare Algeri, la principale roccaforte del Barbarossa. Doria disapprovava la spedizione, temendo le condizioni del mare (era autunno inoltrato), ma dovette arrendersi davanti alla decisione imperiale e salpò con la flotta dalla Spezia. Le operazioni di sbarco erano in corso quando, il 25 ottobre, una tempesta danneggiò pesantemente la flotta. Le truppe spagnole respinsero il contrattacco di Khayr al-Dīn, ma questi riuscì ad asserragliarsi in città e la situazione andò in stallo. Andrea Doria e Giannettino riuscirono a far reimbarcare le truppe, evitando che la spedizione finisse in una disfatta.
Nei cinque anni successivi, Doria continuò a servire - con una notevole energia, tanto più che aveva ormai superato i settant'anni - l'imperatore nelle diverse guerre, riuscendo quasi sempre a condurre la flotta alla vittoria.

### Congiura dei Fieschi
Dopo la Pace di Crépy tra Francesco e Carlo nel 1544, Andrea Doria sperava di finire i suoi giorni nella tranquillità. Al contrario, il grande potere e l'enorme ricchezza, insieme all'arroganza del nipote ed erede Giannettino Doria, gli procurò molti nemici. All'inizio del 1547, Doria dovette così affrontare la più grave minaccia al potere sulla città che teneva ormai da un ventennio, la congiura dei Fieschi.

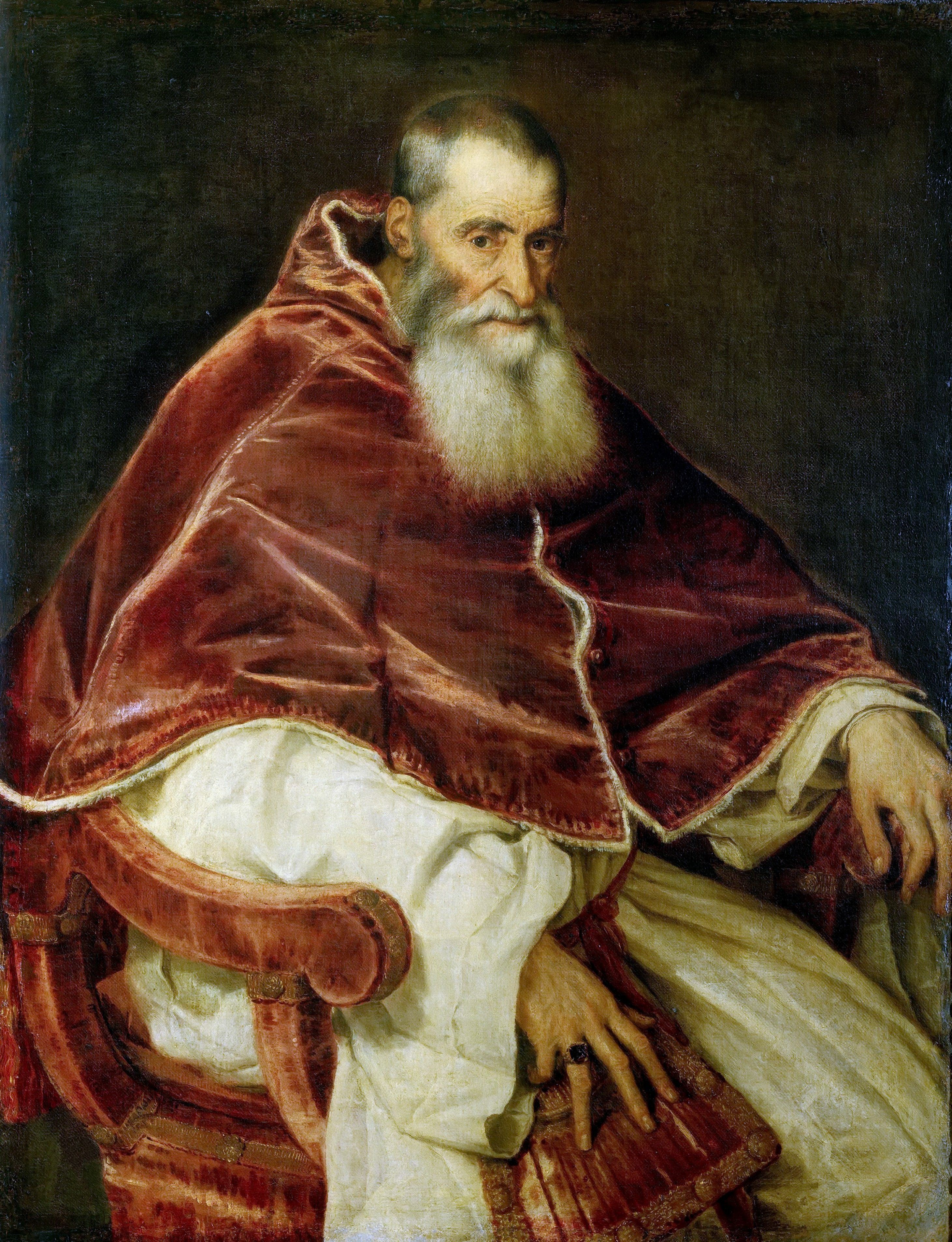
Ritratto di Paolo III (1543), Tiziano Vecellio - Museo di Capodimonte (Napoli)

I Fieschi costituivano, assieme ai Doria, ai Grimaldi e agli Spinola, uno dei quattro gruppi famigliari genovesi di più antica aristocrazia. Il complotto ebbe al centro un giovane membro della consorteria, Giovanni Luigi Fieschi. Molto si è discusso, circa le cause che spinsero Gian Luigi Fieschi ad organizzare il tentato colpo di Stato. Con ogni probabilità, il "Fiesco" fu appoggiato da molti ambienti della politica italiana ed europea di allora, interessati alle conseguenze che una manovra del genere poteva produrre. I mandanti più o meno occulti del giovane nobile si sono spesso indicati nella corte francese e in quella del papa, Paolo III Farnese, interessate entrambe ad eliminare uno dei membri più importanti del partito imperiale in Italia.
La congiura scattò il 3 gennaio 1547. Gli uomini di Gian Luigi Fieschi riuscirono a prendere possesso delle porte cittadine, mentre al porto il loro capo cercava di muovere le galee che aveva ottenuto da Pier Luigi Farnese, figlio del papa e duca di Parma e Piacenza. Giannettino Doria, uscito da palazzo di Fassolo, fu ucciso. Il buon momento per la congiura, in ogni modo, svanì quasi subito. Gian Luigi Fieschi durante le manovre, cadde in mare e, appesantito dall'armatura, annegò. Soprattutto, la rivolta contro i Doria che i congiurati speravano di suscitare non avvenne.
Il giorno seguente, Genova era nel pieno controllo del Principe. La sua vendetta assunse i caratteri cupi del romanzo gotico. Il corpo di Gian Luigi Fieschi fu recuperato dal mare e lasciato a decomporsi sul molo per due mesi. I congiurati vennero messi a morte dopo un processo sommario. I beni dei Fieschi vennero espropriati, le loro roccheforti espugnate una ad una. Ebbe così fine il ruolo nella vita politica genovese di questa famiglia, l'unica delle quattro grandi a non avere grossi interessi nei commerci marittimi e nella finanza e che basava il suo potere sui grossi feudi posseduti nell'entroterra.
Nel settembre di quello stesso 1547, a Piacenza, una parte della nobiltà locale mise in atto una congiura che si concluse con la morte di Pier Luigi Farnese. Oltre ai malumori degli aristocratici che vi presero parte, influì sul complotto l'appoggio del partito imperiale. Data l'importanza rivestita dal Doria tra i sostenitori italiani di Carlo V e considerato l'appoggio fornito dal Duca allo sfortunato tentativo insurrezionale di Gian Luigi Fieschi, molti hanno visto nella tragica fine di Pier Luigi una sorta di vendetta del Doria.

### Congiura di Giulio Cybo
Altre cospirazioni seguirono, tutte fallite. La più importante fu quella di Giulio Cybo nel 1548.

La disgrazia di Gian Luigi Fieschi ebbe come conseguenza le disgrazie di Eleonora Cybo e del fratello Giulio, figli della signora di Massa, Ricciarda Malaspina (erede della signoria di Massa e Carrara) e di Lorenzo Cybo.
La vedova di Gian Luigi Fieschi era Eleonora Cybo, che, dopo la morte del marito allo scoppio dell'insurrezione, venne rinchiusa, per scelta dei parenti, nel convento delle Murate di Firenze. In seguito per lei fu organizzato un matrimonio con il capitano Luigi Vitelli. Quest'ultimo era un soldato dalla ferrea volontà e di carattere violento. Eleonora rimase vedova anche di questo secondo marito e fu rinchiusa di nuovo nel convento dove rimase sino alla morte nel 1594.
Il fratello di Eleonora, Giulio Cybo, gravitava nell'entourage di Andrea Doria, ed aveva sposato la sorella di Giannettino, Peretta. Nutriva rancore verso Andrea Doria poiché non gli voleva pagare la dote della moglie, dote della quale necessitava per pagare il Marchesato di Massa che altrimenti la di lui madre, Ricciarda Malaspina, nota per la sua perfidia e per l'odio per il figlio, non intendeva cedergli. In questa contingenza Giulio Cybo si fece coinvolgere da Scipione Fieschi in un ulteriore tentativo di rovesciare il Doria.
Il suo tentativo ebbe vita ancor più breve, poiché venne denunciato anzitempo a Ferrante I Gonzaga da Paolino di Castiglione. Fu la madre, Ricciarda Malaspina, a consegnarlo agli agenti imperiali. Giulio Cybo fu portato a Milano, giudicato e decapitato nel maggio 1548. Anche alla congiura di Giulio Cybo seguì una serie di persecuzioni degli avversari e tra i giustiziati fu Ottaviano Zino.

### Garibetto
Il problema, per Doria, non era solo quello di salvaguardare il suo potere e la sua stessa vita, messi a repentaglio dalle congiure. Era anche quello di respingere i sempre più pressanti inviti a porsi sotto la diretta tutela imperiale che gli provenivano dalla Corte di Carlo V, attraverso l'ambasciatore Garcilaso de la Vega.
Le proposte imperiali prevedevano lo stanziamento di una guarnigione spagnola al Castelletto, fatto che avrebbe significato la fine dell'indipendenza genovese, anche in politica interna. Nei complicati rapporti con l'Imperatore, le continue congiure facevano ovviamente pendere la bilancia a sfavore di Doria, che decise di varare una nuova riforma costituzionale, col proposito di stabilizzare la Repubblica e il suo potere.
Questa riforma è nota con il nome di Garibetto, espressione in lingua Genovese che sta a significare che le modifiche istituzionali erano state apportate con "garbo". La "garbata" riforma, in realtà, aveva il proposito di ridurre il ruolo politico dei "nuovi nobili", riuniti nel Portico di San Pietro, ritenuti favorevoli alle congiure, a favore dei "vecchi nobili", riuniti nel Portico di San Luca. Il Consiglio Maggiore e quello Minore vennero resi elettivi e il diritto di voto era esercitato dalle alte magistrature esecutive, come i Protettori, i Sindacatori, gli Straordinari.

### Ultime imprese

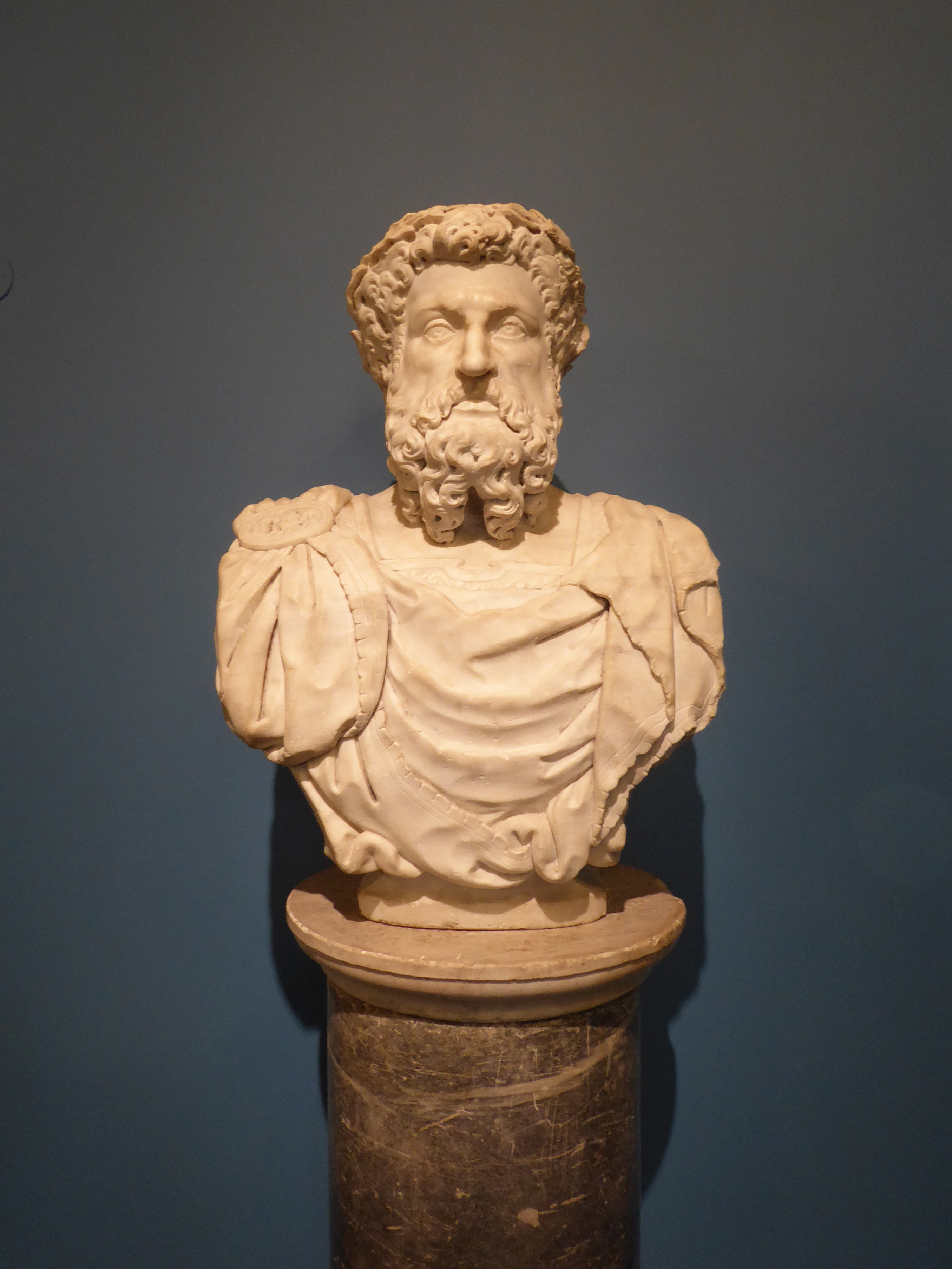
Busto di Andrea Doria conservato nel palazzo dei granduchi di Lituania, a Vilnius

I pirati barbareschi continuavano a costituire un problema e, nel 1550 l'ormai ottantaquattrenne ammiraglio compì una spedizione nella Sirte, azione bellica che venne ripetuta anche l'anno successivo.
La guerra contro la Francia ricominciò. Nel 1552 e nel 1553 Doria condusse spedizioni contro la flotta nemica. I francesi, assieme agli ottomani, accesero la rivolta antigenovese in Corsica, che trovò un capo in Sampiero da Bastelica. Per due anni, fino al 1555 l'ammiraglio fu impegnato a combattere sull'isola, tornando poi definitivamente a Genova. La rivolta, di fatto posta sotto controllo, sarebbe stata definitivamente domata soltanto dopo l'uccisione di Sampiero da Bastelica, nel 1567.
Dopo il ritorno a Genova, Doria decise di assegnare il comando delle navi a Gianandrea Doria, figlio del defunto Giannettino.
Nel 1556, Carlo V abdicò, lasciando al figlio Filippo II (cui aveva già assegnato il Ducato di Milano ed il Regno di Napoli nel 1554 e i Paesi Bassi nel 1555) la Spagna, la Sicilia e le colonie americane e candidando all'Impero il fratello minore Ferdinando, già re di Boemia ed Ungheria. Si ritirò quindi nel convento di San Jeronimo a Yuste, in Estremadura, dove morì due anni dopo.
Nel 1560 venne organizzata una nuova spedizione contro gli ottomani. Doria si occupò unicamente dell'organizzazione, facendo partire Gianandrea. La spedizione si concluse disastrosamente a Gerba, il 14 maggio, quando la flotta spagnola e genovese, mal guidata da Juan de la Cerda duca di Medinaceli e reduce da una tempesta, venne distrutta da quella ottomana.

### Morte
Andrea Doria morì il 25 novembre 1560. Fu sepolto nella chiesa di San Matteo a Genova. Non lasciò figli e la sua eredità venne raccolta da Gianandrea, figlio dell'erede prediletto Giannettino (ucciso dal Fieschi nel 1547). Gianandrea, quando Andrea Doria stava morendo, era reduce dalla disfatta di Gerba: l'ammiraglio genovese poté spegnersi rasserenato almeno dal fatto che il suo erede era salvo. Si racconta che abbia redatto il suo testamento in lingua ligure.

## Opere artistico-architettoniche patrocinate da Andrea Doria
Dopo la svolta politica del 1528 Andrea Doria chiamò a Genova vari artisti del pieno Rinascimento per importare con essi le novità stilistiche.

### Artisti chiamati da Andrea Doria
- Perin del Vaga
- Il Pordenone
- il Beccafumi
- Il Montorsoli

### Opere d'arte patrocinate da Andrea Doria a Genova
- Il Palazzo del Principe
- Piazza San Matteo

## Navi che portano il nome di Andrea Doria
Nel corso del tempo, diverse navi sono state dedicate ad Andrea Doria.
- Marina mercantile italiana:
  - Il transatlantico Andrea Doria, varato nel 1951 ed affondato il 26 luglio 1956, a seguito di una collisione in mare al largo delle coste statunitensi.
- Marina Militare Italiana:
  - La corazzata Andrea Doria, appartenente alla classe Ruggiero di Lauria, varata nel 1885.
  - La corazzata Andrea Doria, appartenente alla classe Caio Duilio, varata nel 1913, rimodernata tra il 1937-1940 e che prestò servizio fino al 1956.
  - L'incrociatore lanciamissili/portaelicotteri Andrea Doria (C 553) - appartenente alla classe Andrea Doria, varata nel 1963, in servizio fino al 1992.
  - Cacciatorpediniere lanciamissili/fregata Andrea Doria (D 553), appartenente alla classe Orizzonte, varata nel 2005. Ha raggiunto la piena operatività nel giugno 2009.
- Marina degli Stati Uniti:
  - Il brigantino Andrew Doria della marina continentale durante la guerra d'indipendenza.[39]
  - La USS Andrew Doria, nave cisterna italiana costruita nel 1908 e catturata dagli statunitensi nel 1941. Venne modificata ed utilizzata dalla US Navy dal 1944 al 1946.[40]

## Ascendenza
|                   |               |                    | Genitori              |  |  | Nonni |  |  | Bisnonni   |  |  | Trisnonni    |  |
|                   |               |                    |                       |  |  |       |  |  | Ceva Doria |  |  | Aitone Doria |  |
|                   |               |                    |                       |  |  |       |  |  | Ceva Doria |  |  | Aitone Doria |  |
|                   |               | …                  |                       |  |  |       |  |  | Ceva Doria |  |  |              |  |
| Francesco Doria   |               |                    |                       |  |  |       |  |  | Ceva Doria |  |  |              |  |
|                   |               | Maria Grimaldi     | Gaspare Grimaldi      |  |  |       |  |  |            |  |  |              |  |
|                   |               | Maria Grimaldi     | Gaspare Grimaldi      |  |  |       |  |  |            |  |  |              |  |
|                   |               | Maria Grimaldi     | Nicoletta Dardella    |  |  |       |  |  |            |  |  |              |  |
| Ceva Doria        |               | Maria Grimaldi     |                       |  |  |       |  |  |            |  |  |              |  |
|                   |               | Giovanni Grimaldi  | Luca Grimaldi         |  |  |       |  |  |            |  |  |              |  |
|                   |               | Giovanni Grimaldi  | Luca Grimaldi         |  |  |       |  |  |            |  |  |              |  |
|                   |               | Giovanni Grimaldi  | Yolande de Villeneuve |  |  |       |  |  |            |  |  |              |  |
| Caterina Grimaldi |               | Giovanni Grimaldi  |                       |  |  |       |  |  |            |  |  |              |  |
|                   |               | Bianca Doria       | Bartolommeo Doria     |  |  |       |  |  |            |  |  |              |  |
|                   |               | Bianca Doria       | Bartolommeo Doria     |  |  |       |  |  |            |  |  |              |  |
|                   |               | Bianca Doria       | Clemenza Spinola      |  |  |       |  |  |            |  |  |              |  |
| Andrea Doria      |               | Bianca Doria       |                       |  |  |       |  |  |            |  |  |              |  |
|                   | Marco I Doria | Imperiale I Doria  |                       |  |  |       |  |  |            |  |  |              |  |
|                   | Marco I Doria | Imperiale I Doria  |                       |  |  |       |  |  |            |  |  |              |  |
|                   | Marco I Doria | Leona ?            |                       |  |  |       |  |  |            |  |  |              |  |
| Enrichetto Doria  | Marco I Doria |                    |                       |  |  |       |  |  |            |  |  |              |  |
|                   |               | Ilaria ?           | …                     |  |  |       |  |  |            |  |  |              |  |
|                   |               | Ilaria ?           | …                     |  |  |       |  |  |            |  |  |              |  |
|                   |               | Ilaria ?           | …                     |  |  |       |  |  |            |  |  |              |  |
| Caracosa Doria    |               | Ilaria ?           |                       |  |  |       |  |  |            |  |  |              |  |
|                   |               | Domenico de Marini | …                     |  |  |       |  |  |            |  |  |              |  |
|                   |               | Domenico de Marini | …                     |  |  |       |  |  |            |  |  |              |  |
|                   |               | Domenico de Marini | …                     |  |  |       |  |  |            |  |  |              |  |
| Linò de Marini    |               | Domenico de Marini |                       |  |  |       |  |  |            |  |  |              |  |
|                   |               | …                  | …                     |  |  |       |  |  |            |  |  |              |  |
|                   |               | …                  | …                     |  |  |       |  |  |            |  |  |              |  |
|                   |               | …                  | …                     |  |  |       |  |  |            |  |  |              |  |
|                   |               | …                  |                       |  |  |       |  |  |            |  |  |              |  |